# Карвальо Корреа, Клебер де
Клебер де Карвальо Корреа (порт. Kléber de Carvalho Corrêa), либо Клебер Корреа или просто Клебер (род. 1 апреля 1980 года, Рио-де-Жанейро) — бразильский футболист, фланговый защитник (латераль). Выступал в сборной Бразилии. Обладатель Кубка Америки 2007 года.

## Карьера
Дебютировал в сборной Бразилии 31 января 2002 года в матче против сборной Боливии в городе Гояния, закончившемся со счётом 6:0 в пользу будущих чемпионов мира.
В «Интер» перешёл в начале 2009 года. Контракт Клебера с клубом рассчитан на 3 года. На 2012 год Клебер Корреа избран капитаном «Интернасьонала».

## Достижения
- Чемпион Бразилии (2): 1998, 1999
- Чемпион Швейцарии (1): 2005
- Обладатель Кубка Бразилии (1): 2002
- Чемпион штата Сан-Паулу (5): 1999, 2001, 2003, 2006, 2007
- Чемпион турнира Рио-Сан-Паулу: 2002
- Чемпион штата Риу-Гранди-ду-Сул (2): 2009, 2011
- Обладатель Кубка банка Суруга (1): 2009
- Обладатель Кубка Либертадорес (1): 2010
- Чемпион мира среди клубов: 2000
- Обладатель Рекопы Южной Америки (1): 2011
- Обладатель Кубка Америки: 2007
- Молодёжный кубок Сан-Паулу (1): 1995
- Чемпион штата Сан-Паулу среди молодёжи (1): 1997
  - Участник Кубка конфедераций ФИФА: 2003
- Серебряный мяч чемпионата Бразилии (член символической сборной) (2): 2006, 2007